# 讷维尔博斯克
讷维尔博斯克（法語：Neuville-Bosc，法語發音：[nøvil bɔsk]）是法国瓦兹省的一个市镇，属于博韦区。

## 地理
讷维尔博斯克（49°11'58"N, 2°0'42"E）面积8.89 平方千米，位于法国上法蘭西大區瓦兹省，该省份为法国北部内陆省份，北起索姆省，西接厄尔省和滨海塞纳省，南至塞纳-马恩省和瓦兹河谷省，东临埃纳省。
与讷维尔博斯克接壤的市镇（或旧市镇、城区）包括：沙旺松、埃农维尔、伊夫里勒唐普勒、莫讷维尔、蒙村、贝维尔、阿拉维利耶。

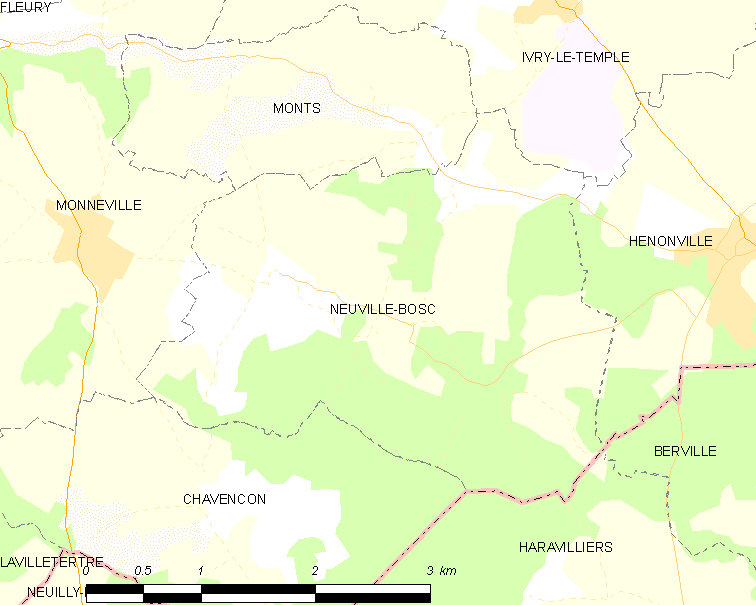
讷维尔博斯克的OSM定位图

讷维尔博斯克的时区为UTC+01:00、UTC+02:00（夏令时）。

## 行政
讷维尔博斯克的邮政编码为60119，INSEE市镇编码为60452。

## 政治
讷维尔博斯克所属的省级选区为韦克桑地区肖蒙县。

## 人口

1962-2008年间讷维尔博斯克人口变化图示

讷维尔博斯克于2022年1月1日时的人口数量为475人。